# Al Checchi
Alfred Attilio Checchi (né le 6 juin 1948) est un homme d'affaires américain qui était candidat au poste de gouverneur de Californie en 1988, perdant face au démocrate Gray Davis aux primaires de juin 1998.

## Biographie
Checchi est né le 6 juin 1948, près de Boston, Massachusetts. Son grand-père dirigeait l'Elba Fruit Market, une épicerie à Calais dans le Maine. Checchi est d'origine italienne. Il a grandi dans la banlieue de Washington DC auprès de parents de la classe moyenne où il a fréquenté Notre-Dame du Bon Conseil. Le père de Checchi était le numéro 3 de la Food and Drug Administration de 1946 à 1960, puis il a dirigé une société d'investissement,. Checchi a commencé à penser à se présenter à une fonction publique à l'âge de  ans. À l'âge de 14 ans, Checchi a assisté au discours de Martin Luther King Jr. " I Have a Dream ".
Checchi a fréquenté l'Amherst College dans le Massachusetts parce qu'il avait entendu dire que c'était le plus difficile d'accès ; il a obtenu en 1970 une spécialisation en études américaines. Il a complété une maîtrise en administration des affaires à la Harvard School of Business.
Checchi a d'abord travaillé chez Marriott Corporation et grâce à un financement intelligent dans le développement d'hôtels aux Etats-Unis et à l'étranger, il a gravi les échelons. En 1984, il aide les frères Bass du Texas à acquérir une participation de 25 % dans Disney, gagnant ainsi 50 millions de dollars. En 1989, Checchi participe au rachat par emprunt de 3,65 milliards de dollars de Northwest Airlines, basée au Minnesota, investissant environ 12 millions de dollars dans la transaction. De 1989 à 1993, il a été coprésident de Northwest Airlines. Les critiques de Checchi affirment qu'il a poussé l'entreprise vers la faillite, en forçant à donner 800 millions de dollars de concessions syndicales, essayant d'obtenir 837 millions de dollars d'obligations d'État et locales, de subventions et autres crédits d'impôt, tout en gagnant 32 millions de dollars pour son compte. Checchi rétorque qu'il a protégé l'entreprise, évitant de la déposséder de ses actifs tout en triplant la valeur des actions de Northwest Airlines. Il a amassé une valeur nette d'environ 700 millions de dollars.